# Falletans
Falletans est une commune française située dans le département du Jura, dans la région culturelle et historique de Franche-Comté et la région administrative Bourgogne-Franche-Comté.
Ses habitants sont appelés les  Falletanais et Falletanaises.

## Géographie

### Situation
En rive gauche du Doubs, le village est aussi longé par la forêt de Chaux (20 493 ha), qui est la 8e forêt domaniale de France. Le village se situe à 210 m d'altitude et à 4 km de Rochefort-sur-Nenon, à 5 km de Dole et 38 km de Besançon. Les autoroutes les plus proches sont l'A36 à 9 km et l'A39 à 14 km. Le village est également à 17 km de l'Aéroport de Dole-Jura et à 54 km de la Gare de Besançon Franche-Comté TGV.
| Brevans, Baverans | Rochefort-sur-Nenon | Éclans-Nenon    |
| Dole              | Falletans           |                 |
| La Loye           | Augerans, Belmont   | La Vieille-Loye |

### Hydrographie
Le Doubs, en bordure nord-ouest de la commune. Cela permet aux cultures d'être irriguées. Mais malheureusement dès que le Doubs sort de son lit, il ravage tout sur son passage. Cela ronge petit à petit la rive et donc les terres agricoles.

### Hameaux
Falletans compte 5 hameaux : Le Temple, La Maison du Bac, Les Baraques du 2, Les Baraques du 3 et la Grange Gervais-Thiébaud.

### Climat
Pour des articles plus généraux, voir Climat de la Bourgogne-Franche-Comté et Climat du département du Jura.
En 2010, le climat de la commune est de type climat océanique dégradé des plaines du Centre et du Nord, selon une étude du Centre national de la recherche scientifique s'appuyant sur une série de données couvrant la période 1971-2000. En 2020, Météo-France publie une typologie des climats de la France métropolitaine dans laquelle la commune est exposée à un climat semi-continental et est dans la région climatique  Jura, caractérisée par une forte pluviométrie en toutes saisons (1 000 à 1 500 mm/an), des hivers rigoureux et un ensoleillement médiocre. 
Pour la période 1971-2000, la température annuelle moyenne est de 10,5 °C, avec une amplitude thermique annuelle de 17,2 °C. Le cumul annuel moyen de précipitations est de 1 008 mm, avec 12,4 jours de précipitations en janvier et 8,8 jours en juillet. Pour la période 1991-2020, la température moyenne annuelle observée sur la station météorologique de Météo-France la plus proche, « Dole », sur la commune de Dole à 5 km à vol d'oiseau, est de 11,6 °C et le cumul annuel moyen de précipitations est de 1 023,0 mm. 
La température maximale relevée sur cette station est de 40 °C, atteinte le 31 juillet 2020 ; la température minimale est de −24 °C, atteinte le 10 janvier 1985,,. 
Les paramètres climatiques de la commune ont été estimés pour le milieu du siècle (2041-2070) selon différents scénarios d'émission de gaz à effet de serre à partir des nouvelles projections climatiques de référence DRIAS-2020. Ils sont consultables sur un site dédié publié par Météo-France en novembre 2022.

## Urbanisme

### Typologie
Au 1er janvier 2024, Falletans est catégorisée commune rurale à habitat dispersé, selon la nouvelle grille communale de densité à sept niveaux définie par l'Insee en 2022.
Elle est située hors unité urbaine. Par ailleurs la commune fait partie de l'aire d'attraction de Dole, dont elle est une commune de la couronne,. Cette aire, qui regroupe 87 communes, est catégorisée dans les aires de 50 000 à moins de 200 000 habitants,.

### Occupation des sols
L'occupation des sols de la commune, telle qu'elle ressort de la base de données européenne d’occupation biophysique des sols Corine Land Cover (CLC), est marquée par l'importance des forêts et milieux semi-naturels (82,5 % en 2018), une proportion sensiblement équivalente à celle de 1990 (82,4 %). La répartition détaillée en 2018 est la suivante : 
forêts (75,5 %), prairies (8 %), terres arables (7,1 %), milieux à végétation arbustive et/ou herbacée (7,1 %), zones urbanisées (1,3 %), eaux continentales (1,1 %). L'évolution de l’occupation des sols de la commune et de ses infrastructures peut être observée sur les différentes représentations cartographiques du territoire : la carte de Cassini (XVIIIe siècle), la carte d'état-major (1820-1866) et les cartes ou photos aériennes de l'IGN pour la période actuelle (1950 à aujourd'hui).

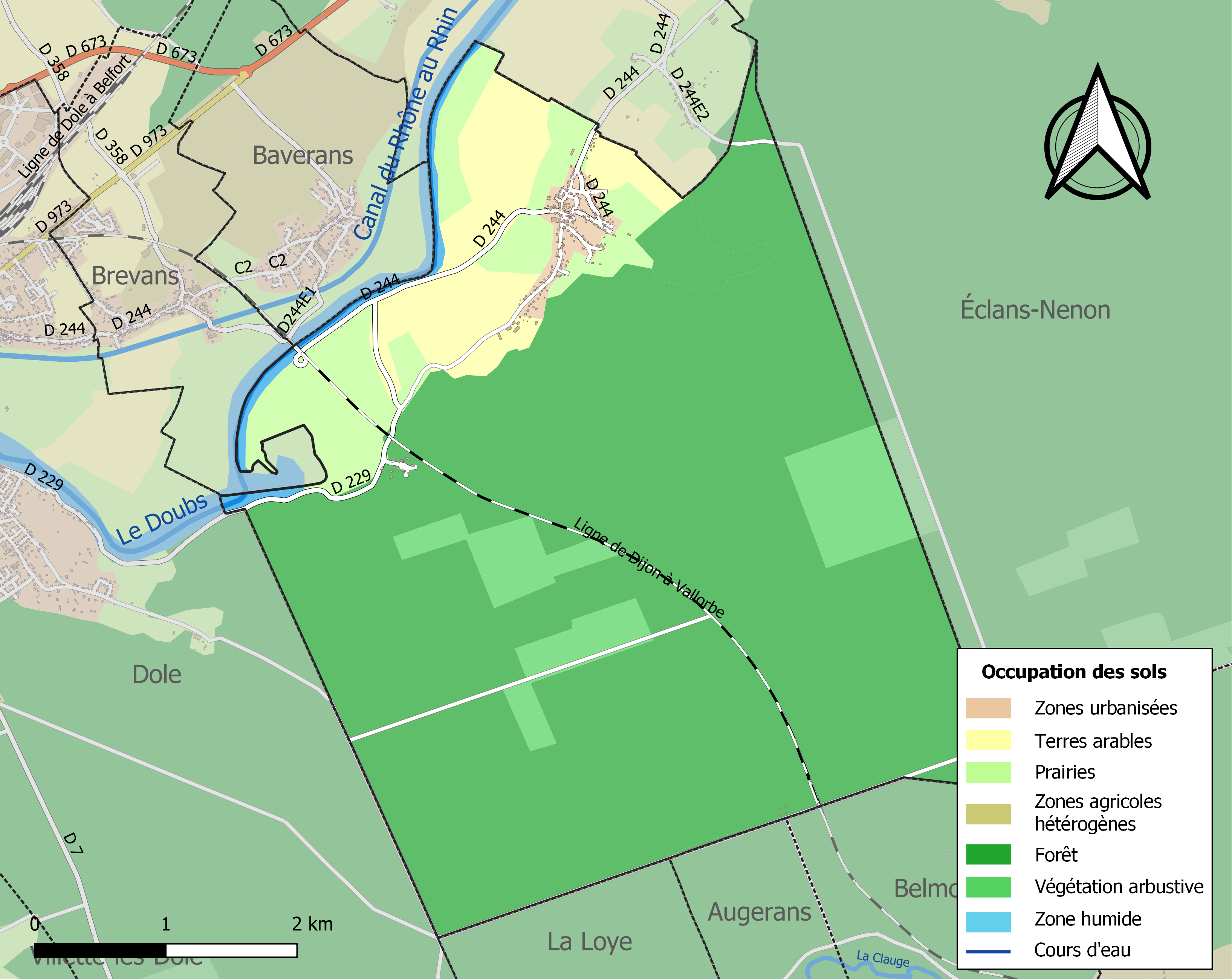
Carte des infrastructures et de l'occupation des sols de la commune en 2018 (CLC).

## Histoire
En bordure de la forêt de Chaux, Falletans était un des trente-deux villages qui y possédaient des privilèges.Au début du XIXe siècle, les habitants sont en grande partie tisserands ou laboureurs. Ces derniers transportent sur leurs carrioles le bois en dehors de la forêt.
Les bâtiments de la Commanderie du Temple-les-Dole se trouvait sur le territoire de Falletans, aujourd'hui hameau du temple.

### Héraldique
|  | Les armes de la commune se blasonnent ainsi : De gueules à la croix fleuronnée d'argent, au chef cousu d'azur chargé de trois cœurs d'or. |

## Politique et administration
La commune à 203 000 € de produits de fonctionnement et 144 000 € de charges de fonctionnement en 2015.
La commune a également 110 000 € de ressources d'investissements et 96 000 € d'emplois d'investissement en 2015.

### Liste des Maires depuis 1843
| Période | Période  | Identité               | Étiquette | Étiquette    | Qualité   |
| ------- | -------- | ---------------------- | --------- | ------------ | --------- |
| 1843    | 1864     | Ernest Gauthier        |           |              |           |
| 1864    | 1878     | Vacheret               |           |              |           |
| 1878    | 1892     | Ernest Gauthier        |           |              |           |
| 1892    | 1896     | Francis Lacroix        |           |              |           |
| 1896    | 1901     | Joseph Rouget          |           |              |           |
| 1901    | 1919     | Jérôme Lambert         |           |              |           |
| 1919    | 1921     | Pierre Vacheret        |           | FR           |           |
| 1921    | 1925     | Xavier Pingon          |           | FR           |           |
| 1925    | 1929     | Louis Vacheret Lamblin |           | FR           |           |
| 1929    | 1933     | Jules Couchot          |           | SFIO         |           |
| 1933    | 1937     | Joannès Duroussin      |           | SFIO         |           |
| 1937    | 1939     | Jacques Rimaud         |           | SFIO         |           |
| 1939    | 1944     | Louis Vacheret Lamblin |           | FR           |           |
| 1944    | 1956     | Noël Dubuc             |           | RPF          |           |
| 1956    | 1959     | Lucien Baveur          |           | RS           |           |
| 1959    | 1977     | Auguste Aubertin       |           | UNR puis UDR |           |
| 1977    | 1983     | Maurice Vacheret       |           | RPR          |           |
| 1983    | 1989     | Hélène Paris           | Bouchère  | RPR          |           |
| 1989    | 2014     | Michel Rouget          |           | DVD          | Retraité  |
| 2014    | en cours | Pascal Lopez           |           | DVG          | Menuisier |

## Population et société

### Démographie
L'évolution du nombre d'habitants est connue à travers les recensements de la population effectués dans la commune depuis 1793. Pour les communes de moins de 10 000 habitants, une enquête de recensement portant sur toute la population est réalisée tous les cinq ans, les populations de référence des années intermédiaires étant quant à elles estimées par interpolation ou extrapolation. Pour la commune, le premier recensement exhaustif entrant dans le cadre du nouveau dispositif a été réalisé en 2008.

En 2022, la commune comptait 399 habitants, en évolution de +2,05 % par rapport à 2016 (Jura : −0,81 %, France hors Mayotte : +2,11 %).
| 1793 | 1800 | 1806 | 1821 | 1831 | 1836 | 1841 | 1846 | 1851 |
| ---- | ---- | ---- | ---- | ---- | ---- | ---- | ---- | ---- |
| 342  | 321  | 377  | 548  | 502  | 574  | 576  | 609  | 567  |

| 1856 | 1861 | 1866 | 1872 | 1876 | 1881 | 1886 | 1891 | 1896 |
| ---- | ---- | ---- | ---- | ---- | ---- | ---- | ---- | ---- |
| 543  | 503  | 465  | 465  | 433  | 427  | 444  | 456  | 403  |

| 1901 | 1906 | 1911 | 1921 | 1926 | 1931 | 1936 | 1946 | 1954 |
| ---- | ---- | ---- | ---- | ---- | ---- | ---- | ---- | ---- |
| 358  | 333  | 298  | 319  | 335  | 343  | 271  | 284  | 285  |

| 1962 | 1968 | 1975 | 1982 | 1990 | 1999 | 2006 | 2008 | 2013 |
| ---- | ---- | ---- | ---- | ---- | ---- | ---- | ---- | ---- |
| 260  | 262  | 274  | 282  | 279  | 309  | 374  | 392  | 393  |

| 2018 | 2022 | - | - | - | - | - | - | - |
| ---- | ---- | - | - | - | - | - | - | - |
| 394  | 399  | - | - | - | - | - | - | - |

### Manifestations culturelles et festivités
- Le "Jeu des 1 000 €", présenté par Nicolas Stoufflet, a eu lieu sur invitation de Philippe Pernet, adjoint au maire, le vendredi 16 septembre 2016 à 18h30, dans la salle de la source St Jérôme. L'enregistrement a été retransmis sur France Inter du 10 au 14 octobre 2016.
- Un traditionnel "repas coq au vin" a lieu chaque année au mois de mars.
- Vide-grenier de printemps, en avril-mai et vide-grenier de la rentrée, en septembre.
- Cross des sources, en décembre
- Fête des Conscrits, week-end suivant le 15 août.
- Concours de pétanque nocturne, fin août.
- En 2018, un spectacle-mémoire est organisé pour le Centenaire de l'Armistice de 1918, le 9, 10 et 11 novembre. Ce fut une grande réussite en ayant accueilli environ 630 personnes sur les trois prestations.
- En 2019, une 1re Édition d'une course de caisse à savon, début mai

## Économie
La commune dénombre 16 entreprises sur son territoire en 2015.

### L'agriculture
Falletans fait partie du Grand Dole et aussi de la région agricole de la plaine Doloise, ainsi que 30 autres villages. Le village se situe à 210 m d'altitude. Cela permet de produire du blé, du colza, du maïs, de l'orge et plein d'autre céréales. le village est constitué de 2 426 ha de terres agricoles répartis en 79 propriétaires. Le village possède aussi 2 036 ha de bois.
Falletans est constitué de 3 exploitations agricole (EA). L'une d'entre elles produit du lait avec 70 vaches laitières de race Montbéliard et 160 ha alors que les deux autres produisent de la viande (race charolaise) avec une moyenne de 170 têtes de bétails et 130 ha.

## Culture locale et patrimoine

### Lieux et monuments
- Église de l'Assomption (XIIe s remaniée XIVe, XVe, et XIXe s) ;
- Chêne Notre-Dame (XVe s) ;
- Calvaires (XVIIe et XVIIIe s) ;
- Château Garnier, (XVIIIe s), autrefois propriété de la famille Garnier de Falletans ;
- Château de Falletans (XVIIe et XVIIIe s), classé au titre de Monument historique depuis le 23 juin 2012 ;
- Vestiges de la commanderie de Falletans (XVIIe-XVIIIe s), au hameau du Temple ;
- Mairie et lavoir (XIXe s) ;
- Fontaines.

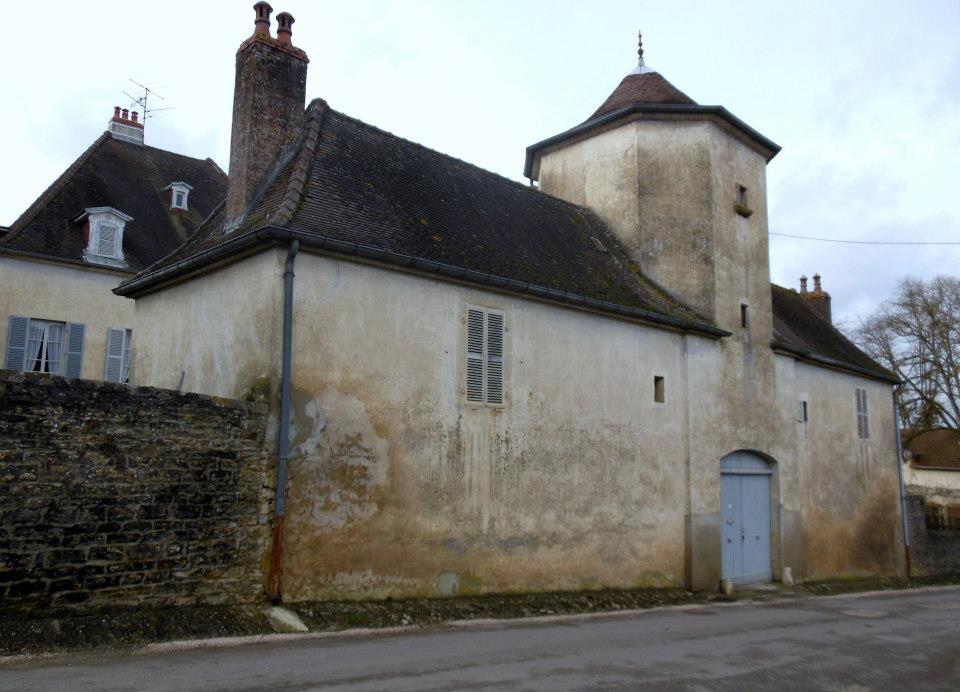
Château des marquis de Falletans (XVIIe s).
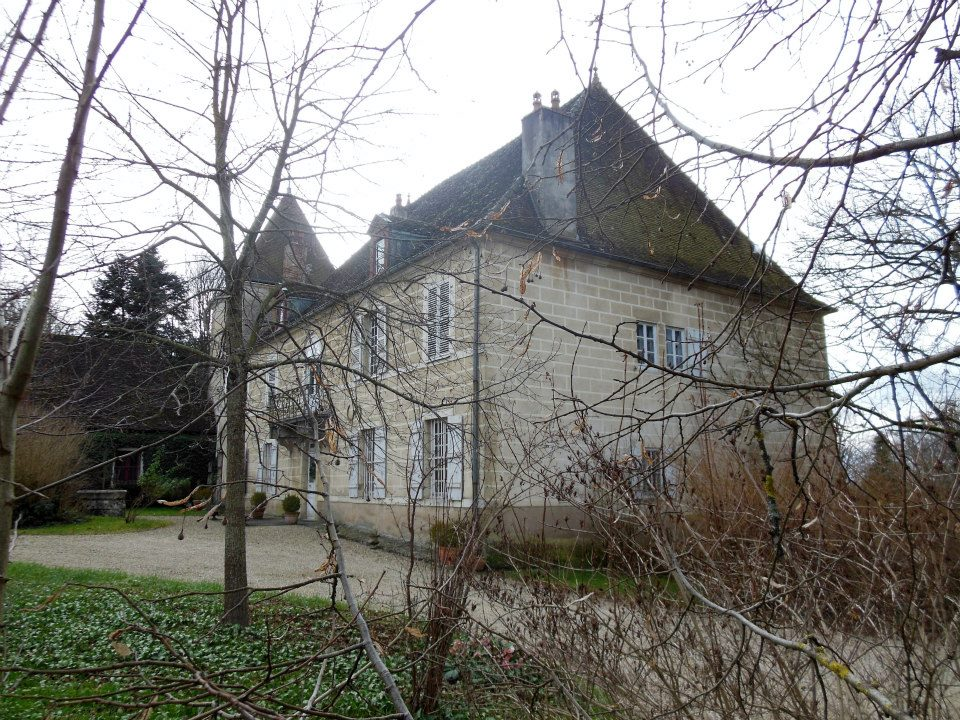
Château Garnier (XVIIIe s).
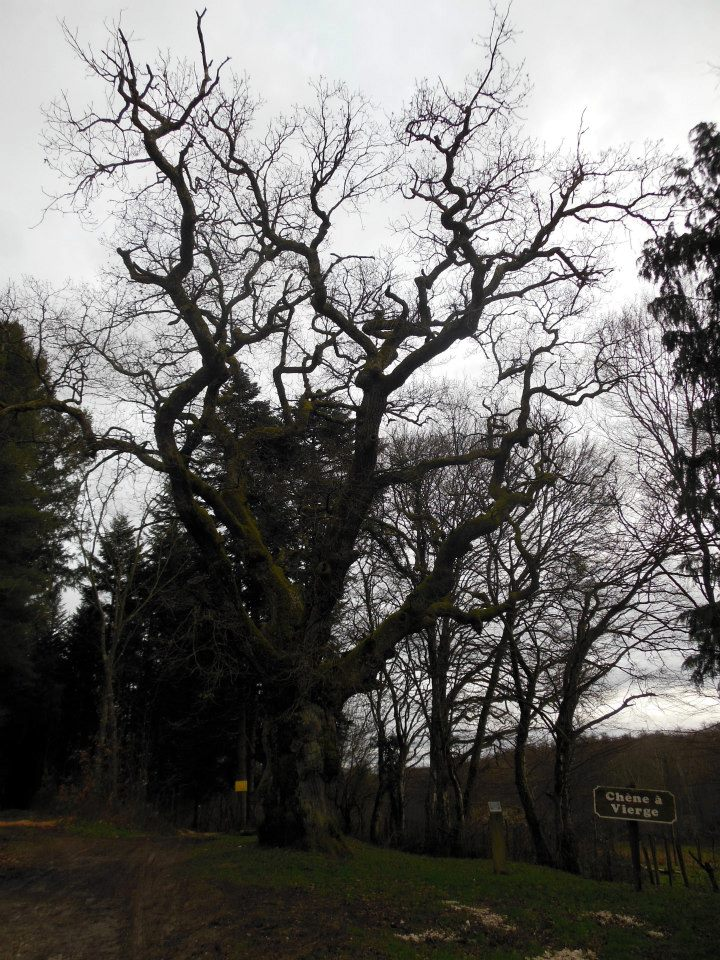
Chêne Notre-Dame (XVe s).
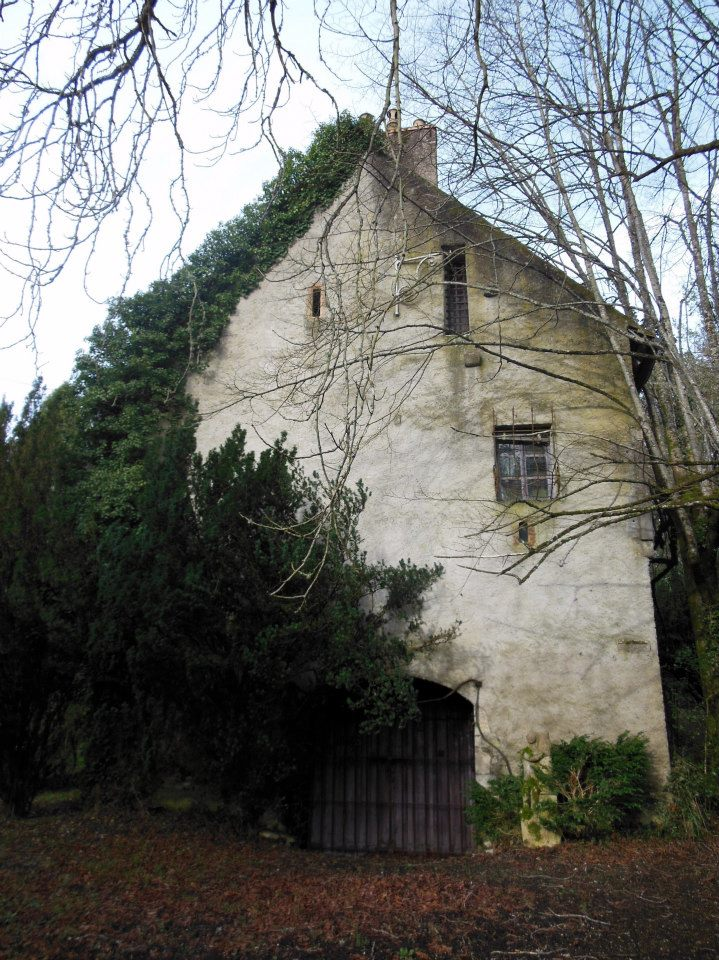
Vestiges (XVIIe-XVIIIe s) de la commanderie du Temple.
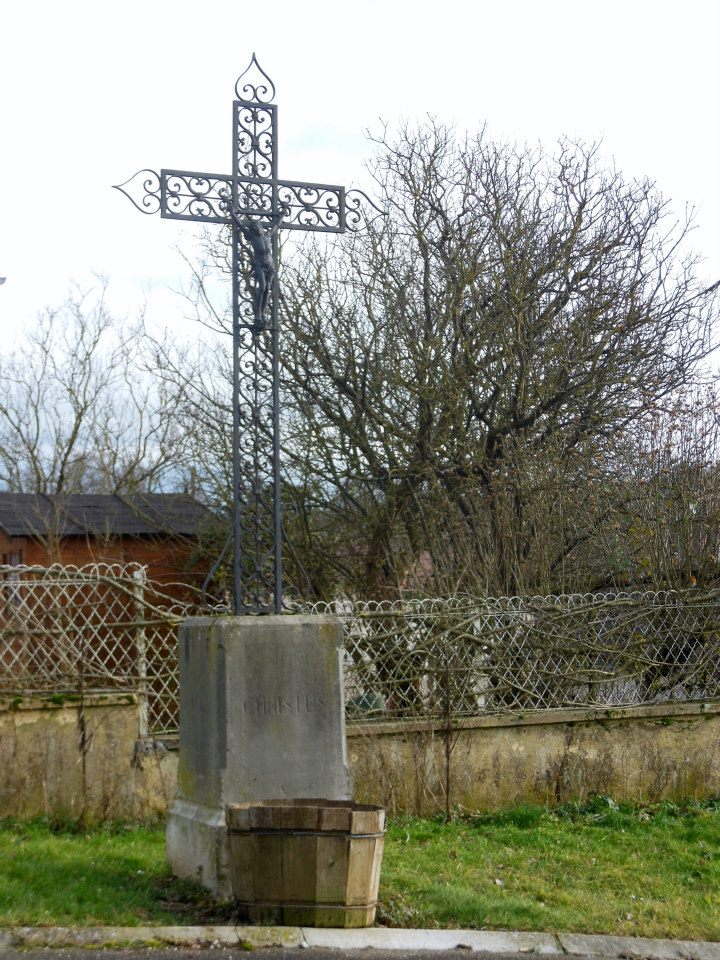
Croix de chemin.
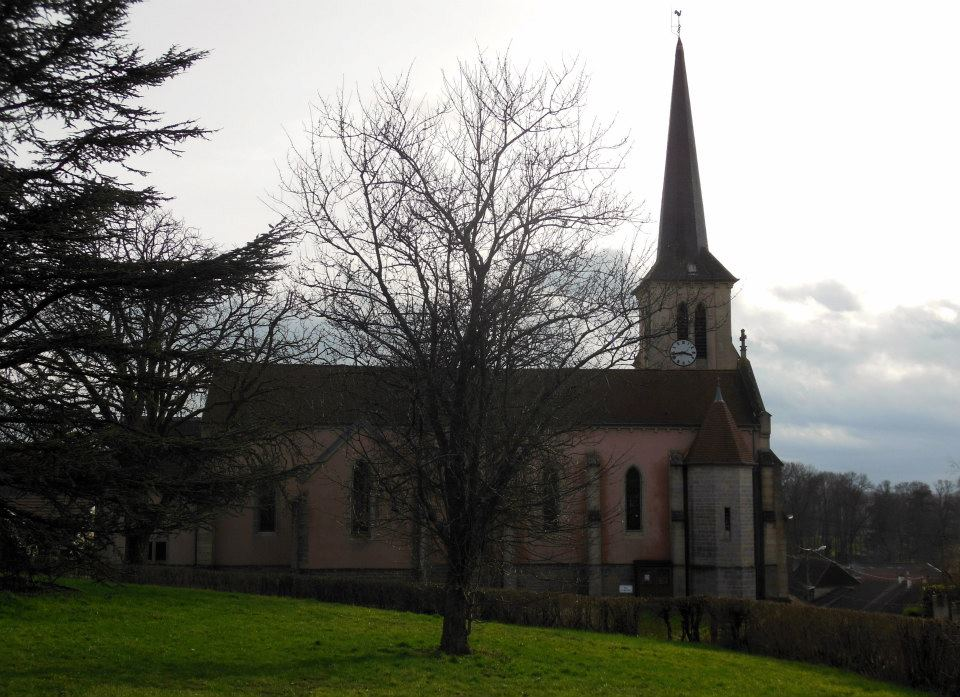
Église de l'Assomption (XIIe, XIVe, XVe et XIXe s).
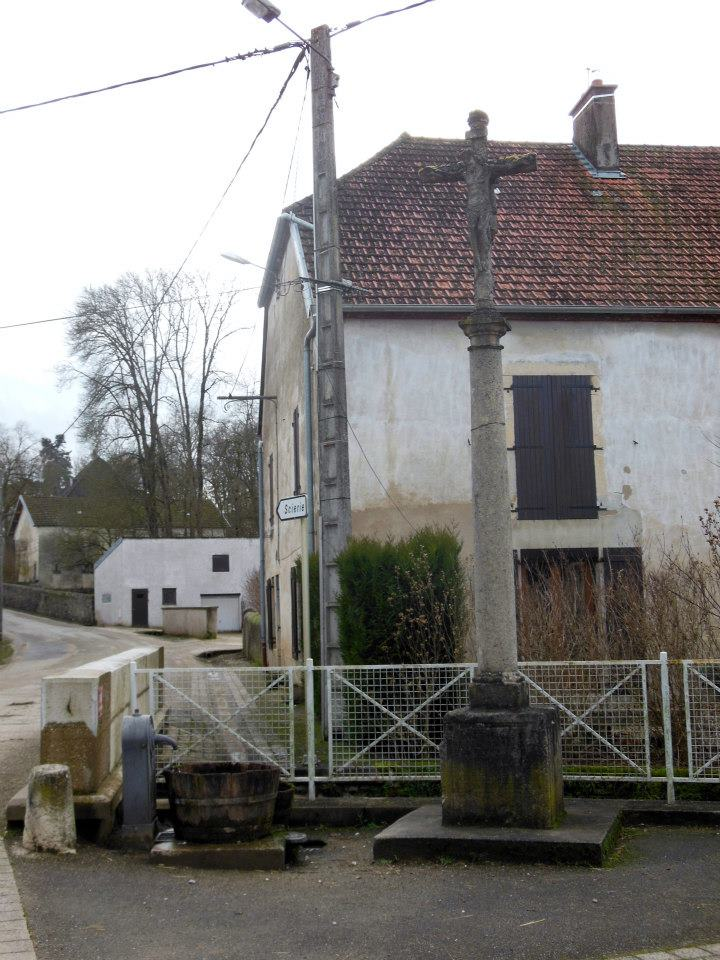
Fontaine (XIXe s) et croix monumentale de la place.
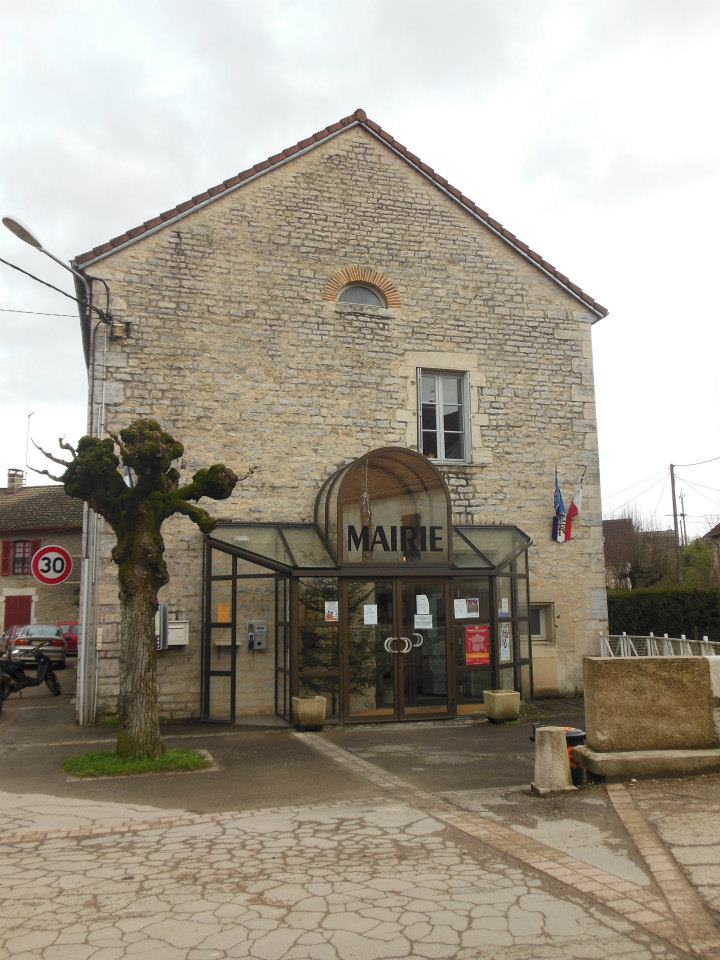
Mairie.